# Johann Kuhnau
Johann Kuhnau (Geising, 6 de abril de 1660 — Leipzig, 5 de junho de 1722) foi um compositor alemão, e renomado músico, organista, teclista e teorista musical.

## Histórico
Precedeu Johann Sebastian Bach como kantor da Igreja de São Tomás em Leipzig, e estabeleceu os pilares na fundação da escola alemã do cravo. Além da música, Kuhnau estudou italiano também. Em 1682, transferiu-se para Leipzig. Daí em diante, sua fama o seguiu para o resto de sua vida. Em 1684, substituiu Kühnel como organista da Igreja de São Tomás, em Leipzig, onde fundou o Collegium Musicum, um dos diversos tipos de sociedades musicais que floriram na Alemanha durante a Reforma e desenvolveram-se vigorosamente no meio do século XVIII. Ao mesmo tempo, estudou direito, qualificando-se entre advogados. Em 1700, ele se fez doutor da universidade e das duas principais igrejas e, em 1701, kantor. Lá, Kuhnau lecionou para Joahnn David Heinichen e Christoph Graupner, os quais se tornariam, mais tarde, compositores. Kuhnau permaneceu na cidade até sua morte.
Kuhnau deixou traduções de hebraico, grego, latim, italiano, e francês, e escreveu paródias. Na área de música, seus trabalhos incluem: Jura circa musicos ecclesiasticos (Leipzig, 1668); Der Musickalische Quacksalber... in einer kurtzweiligen und angenehmen Historie...beschrieben (Dresden, 1700); Tractatus de tetrachordo; Introductio ad compositionem; Disputatio de triade - os últimos três em manuscrito. Kuhnau conhecia Bach, com o qual trabalhou em Halle, examinando um órgão. Além disto, o sobrinho de Kuhnau, Johann Andreas Kuhnau, era o copista das partes musicais das cantatas de Bach.

## Obras
Kuhnau foi, para a música de cravo da Alemanha, a glória, antes de Bach. Tendo publicado seus quatro livros, incluindo dois com seus grupos de suítes. Seu trabalho mais conhecido foram as Sonatas Bíblicas, que demonstra a sua capacidade de usar os recursos do cravo de manual duplo. Foi também um dos precursores, se não o inventor, da Sonata com múltiplos movimentos - não com movimentos de dança. Essas incluem Eine Sonata aus dem B (em três movimentos), que se encontra em seu Sieben Partien (Leipzig). Compôs mais treze sonatas, e ainda publicou uma obra primórdia de Música de Programa. Além destas, ainda compôs 14 partien (Leipzig 1689), uma coleção de sonatas como música de dança.

### Obras para cravo e clavicórdio
Johann Kuhnau publicou em vida, quatro livros de peças para os seguintes instrumentos:
- Primer Clavier-Übung (1689) (primeiro livro para teclado)
- Segundo Clavier-Übung (1692) (segundo livro)
- Frische Clavier Früchte, oder Sieben Sonaten ("Frutos frescos para o teclado", ou "7 Sonatas"; 1696)
- Sechs Musikalische Vorstellugen einiger Biblische Historien ("Seis representações musicais de algumas histórias bíblicas"; 1700)